# Backfire (1950)
Backfire is een Amerikaanse film noir uit 1950 onder regie van Vincent Sherman.

## Verhaal
Terwijl hij in het ziekenhuis aan het herstellen is van zijn oorlogswonden, verneemt Bob Corey dat zijn strijdmakker Steve Connelly vermist is. De kameraden waren van plan om samen een boerderij te kopen. Na zijn herstel gaat Bob samen met de ziekenzuster Julie Benson op onderzoek. Ze worden al spoedig geconfronteerd met geweld en moordpartijen. Bovendien kruist de bevallige zangeres Lysa Randolph hun pad.

## Rolverdeling
| Acteur           | Personage            |
| ---------------- | -------------------- |
| Viveca Lindfors  | Lysa Radoff          |
| Dane Clark       | Ben Arno / Lou Walsh |
| Virginia Mayo    | Julie Benson         |
| Edmond O'Brien   | Steve Connelly       |
| Gordon MacRae    | Bob Corey            |
| Ed Begley        | Commissaris Garcia   |
| Frances Robinson | Mevrouw Blayne       |
| Richard Rober    | Solly Blayne         |
| Sheila MacRae    | Bonnie Willis        |
| David Hoffman    | Burns                |